# Jan Lasovský
Jan Lasovský (27. června 1943 Prostějov – 11. dubna 2018 Prostějov) byl český chemik, v letech 1997 až 2003 děkan Přírodovědecké fakulty Univerzity Palackého (PřF UP).
V mládí byl žákem Základní školy Palackého a poté jedenáctileté střední školy v ulici Rejskové ulici. Po maturitní zkoušce studoval analytickou chemii na PřF UP, kde se po úspěšném absolvování studia stal doktorem přírodních věd. V roce 1977 se stal kandidátem věd po úspěšném obhájení disertační práce. V roce 1990 se habilitoval v oboru fyzikální chemie na Masarykově univerzitě. V letech 1990 až 2000 působil jako docent na Katedře anorganické a fyzikální chemie.
V roce 1991 se stal členem vědecké rady PřF UP. V letech 1994 až 1997 působil jako proděkan PřF pro vědeckobadatelskou činnost. Téhož roku se stal děkanem své alma mater, v roce 2000 i pro druhé funkční období. V roce 2000 se zároveň stal profesorem v oboru fyzikální chemie a členem vědecké rady Fakulty technologické Univerzity Tomáše Bati ve Zlíně. V roce 2003 skončil jako děkan fakulty, když se stal vedoucím Katedry fyzikální chemie PřF UP. Ve funkci děkana jej nahradil fyzik Lubomír Dvořák. Ve funkci vedoucího katedry působil Lasovský do roku 2009.
Lasovský za svou kariéru zveřejnil 45 odborných publikací a registroval 14 patentů. V roce 2008 mu byla za jeho činnost udělena Hanušova medaile. V roce 2009 mu byla udělena také medaile ministra školství a téhož roku se stal emeritním profesorem. V roce 2014 mu byla udělena cena města Prostějova.